# Hermann Zickert
Hermann Zickert (* 8. Juni 1885 in Eisleben; † 23. August 1954 in Vaduz, Liechtenstein) war ein deutscher Ökonom, Wirtschaftsredakteur und Herausgeber.

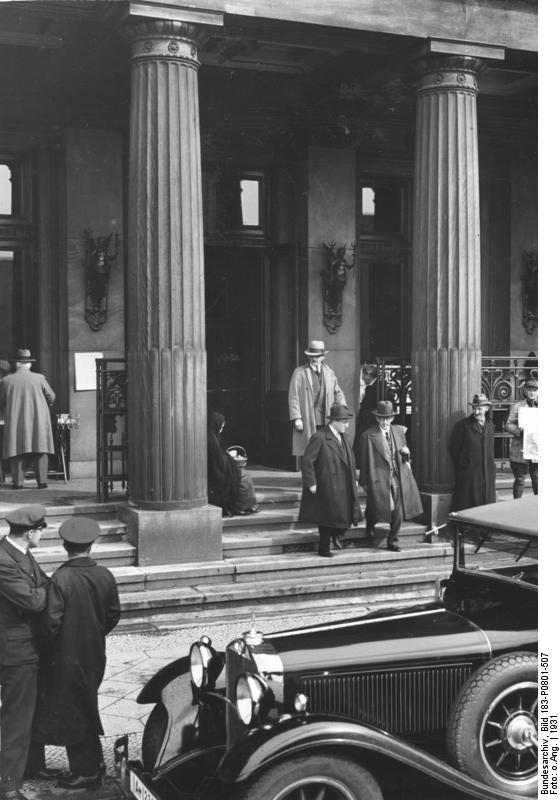
Berlin, der Eingang zur Börse in der Burgstraße, 1931. (Bundesarchiv)

Wachet auf! Aktuelle Wirtschaftskorrespondenz. Titel einer Wirtschaftszeitung Zickerts (1931)

## Biografie
Zickert wurde in Eisleben als Sohn des Fleischermeisters Gustav Zickert geboren. Er studierte an der TU Bergakademie Freiberg sowie in München, Berlin und Heidelberg und wurde 1907 in Heidelberg mit einer Dissertation zum Thema Die Entwicklung des Absatzes der böhmischen Braunkohle und ihre Bedeutung für die Kohlenversorgung Mitteldeutschlands zum Dr. phil. promoviert. Danach arbeitete er zunächst als Wirtschaftsredakteur beim Berliner Tageblatt und dann als Herausgeber der Finanzzeitschrift Wirtschaftlicher Ratgeber. 1919 gab er seinen Börsenbrief «Ratgeber auf dem Kapitalmarkt» in Berlin heraus und gründete 1923 den ersten deutschen Investmentverein, den man heute als Investmentclub bezeichnen würde, und erfand damit das Fondssparen. 1924 veröffentlichte Zickert sein Buch die Acht Gebote der Finanzkunst, das zu einem Bestseller wurde, und entwickelte ein eigenes Aktienanalysemodell. 1934 gab er den wohl ersten Börsenführer in Deutschland heraus.
1931 emigrierte Zickert mit seiner Familie nach Liechtenstein und begründete diesen Schritt mit dem wirtschaftlichen und psychologischen Druck, der in Deutschland herrsche und es nicht erlaube, sich ein objektives Bild zu machen. Dort lebte und arbeitete er bis zu seinem Tod 1954.

## Zickerts Börsenregeln
1. Arbeiten Sie mit Ihrem Kapital!
2. Streben Sie nach Rente (Ertrag), nicht nach Kursgewinn!
3. Kaufen Sie nur marktgängige Sachen!
4. Lassen Sie sich nicht durch Versprechungen blenden!
5. Prüfen Sie, bevor Sie kaufen!
6. Fragen Sie nicht den Bankier um Rat!
7. Versäumen Sie nicht den rechtzeitigen Verkauf!

## Periodika
- Börsenbrief Ratgeber auf dem Kapitalmarkt, seit 1919
- Spiegel der Wirtschaft (1931 bis 1954)
- Börsenführer seit 1934
- Wachet auf! Aktuelle Wirtschaftskorrespondenz

## Veröffentlichungen (Auswahl)
- Das Eindringen der Böhmischen Braunkohle in ihr gegenwärtiges Absatzgebiet. Teildruck der Dissertation Heidelberg 1907.
- Die wirtschaftliche Bedeutung der Böhmischen Braunkohlen im Vergleiche mit den benachbarten Kohlen-Industrien des In- und Auslandes. Teplitz-Schönau 1908.
- Die acht Gebote der Finanzkunst. Alles, was jeder wissen muss, der ein Vermögen erwerben oder vermehren will. Berlin 1924.
- Grundsätze der Kapitalanlage, Liechtenstein 1933.
- Die deutschen Aktien in Schlagworten, Liechtenstein 1934.